# Аргил
А́ргил (др.-греч. Ἄργιλος «глина») — древнегреческий город в устье реки Стримон, на побережье залива Орфанос (Стримоникос) Эгейского моря, рядом с современной деревней Неа-Кердилия, в 4 километрах к югу от Амфиполиса. Расположен в исторической области Бисалтия, части Македонии на западном (левом) берегу Стримона. В Бисалтии и соседней Крестонии обитало фракийское племя бисальты, родоначальником которого был по преданию Бисальт, сын Гелиоса и Геи.
Основан в ходе древнегреческой колонизации Фракии и Македонии в 655/654 году до н. э. в области с месторождениями золота на Пангеоне и плодородными сельскохозяйственными землями. Получил название от месторождения глины (άργιλος). Одна из четырёх колоний андриян, три других находились на полуострове Халкидики: Аканф, Сана (Σάνη) на перешейке между полуостровом Айон-Орос (в древности Акта, Ἀκτή) и Халкидики и Стагир.
Найденные остатки домов и «фрако-македонской» керамики свидетельствуют о периоде примерно в 70 лет, когда греческие колонисты и фракийцы жили в симбиозе. Постепенно область эллинизировалась. В VI—V веках до н. э. город процветал. В последней четверти VI века до н. э. основал колонии Трайилос и Кердилий (Κερδύλιον). Входил в Первый афинский морской союз. Утратил значение в 437 году до н. э., когда афиняне основали Амфиполис. В 357 году до н. э. царь Филипп II Македонский разрушил город. В 350—200 годах до н. э. на акрополе существовало важное сельское поселение.
С 1992 года проводятся систематические раскопки Монреальским университетом и Канадским археологическим институтом.